# 1620 год в науке

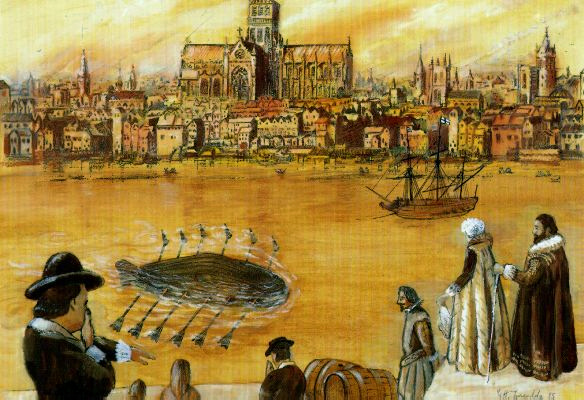
Первая подводная лодка Дреббеля, 17 век

В 1620 году произошли различные научные и технологические события, некоторые из которых представлены ниже.

## События
- Голландский инженер Корнелиус Дреббель построил и испытал (в Лондоне) первую в мире действующую подводную лодку из дерева, обтянутого кожей[1].

## Публикации
- Книга Коперника «О вращении небесных сфер», запрещённая католической церковью в 1616 году, была отредактирована экспертами Конгрегации «Индекса запрещённых книг». Переделки были сделаны в девяти местах, где движение Земли упоминалось как реальный факт (а не как математический приём), после чего книга была признана разрешённой к чтению при условии внесения в текст указанных «исправлений». Тем не менее книга Коперника осталась в Индексе запрещённых книг и была удалена оттуда только в 1835 году[2]:
- Основоположник эмпиризма Фрэнсис Бэкон опубликовал своё главное сочинение — трактат «Новый органон». Описанное им новое понимание научного метода, с опорой на индуктивное познание, завоевало множество последователей и оказало значительное влияние на дальнейшее развитие науки и философии[3].
- Посмертно опубликован фундаментальный географический атлас «Atlante geografico d'Italia», подготовленный Джованни Антонио Маджини.

## Родились
См. также: Категория:Родившиеся в 1620 году
- 21 июля — Жан Пикар, французский астроном и геодезист, ученик Гассенди и его преемник в Коллеж де Франс (умер в 1682 году).
- 25 сентября — Франсуа Бернье, французский историк, врач и путешественник (умер в 1688 году).
- (?) — Эдм Мариотт, французский физик, соавтор Закона Бойля — Мариотта (умер в 1684 году).
- (?) — Николас Меркатор, немецкий математик, один из первых исследователей бесконечных рядов (умер в 1687 году).
- (?) — Уильям Браункер, ирландский математик, первый президент Лондонского королевского общества (умер в 1684 году).
- (?) — Роберт Морисон, шотландский биолог и таксономист (умер в 1683 году).

## Скончались
См. также: Категория:Умершие в 1620 году
- (февраль) — Симон Стевин, фламандский инженер и математик, пропагандист десятичной системы (род. в 1548 году).
- 16 мая — Уильям Адамс, английский мореплаватель и первый японский самурай европейского происхождения (род. в 1564 году).